# Analytická filozofie
Analytická filozofie je jeden z hlavních proudů současné filozofie. Vznikl na počátku 20. století, během nějž se stal v anglicky mluvících zemích natolik dominantním, že se někdy mluví o tzv. anglosaské filozofii (v protikladu ke kontinentální filozofii). Hlavními iniciátory byli Gottlob Frege, Bertrand Russell a George Edward Moore, významnými představiteli pak Rudolf Carnap, Ludwig Wittgenstein, Willard Van Orman Quine, Gilbert Ryle a další.

## Charakteristika
Analytická filozofie není jednolitou filozofickou naukou či doktrínou; označuje spíše metodu zkoumání. Obecně lze pro analytickou filozofii vymezit přibližně tyto charakteristiky:
- klíčové postavení zkušenostního poznání a přírodních věd v poznání světa (empirismus, v extrému až scientismus)
- důraz na formální logiku, včetně moderních forem přesahujících možnosti klasické sylogistiky
- precizní zkoumání přirozeného jazyka (Linguistic turn) v souladu s přesvědčením, že jazyk určuje rámec poznání

Jednotlivé proudy kladou různý důraz na jednotlivé body, ve výsledku však trojice empirie, logika a jazyk představují pro analytickou filozofii nepřekročitelné mantinely poznání.
Z výše uvedeného vyplývá zdrženlivost k metafyzice a ontologii, případně jejich úplné odmítnutí, protože porušují princip úspornosti (viz Occamova břitva).

## Vznik a vývoj
Za jejího iniciátora je považován Gottlob Frege, avšak jako první začíná označení „analytická filozofie“ používat až George Edward Moore. Pamflet pod názvem Obrat ve filozofii napsal pak Moritz Schlick (zakladatel Vídeňského kroužku).
Analytickou filozofii můžeme orientačně dělit do těchto 5 etap:
1. Filozofie matematiky (Gottlob Frege)
2. Novorealismus (G. E. Moore, Bertrand Russell)
3. Novopozitivismus (Vídeňský kroužek, raný Wittgenstein)
4. Filozofie obyčejného jazyka (centrum v Oxfordu, pozdní Wittgenstein, inferencialismus)
5. Postanalytická filozofie (Quine, H. Putnam, Richard Rorty apod.)